# Calogero
Calogero (Calogero Maurici) är en fransk kompositör, musiker och sångare född 1971 i Échirolles utanför Grenoble. Som en del av gruppen Les Charts uppmärksammades han av France Gall och gruppen fick skivkontrakt. Sedan gruppen upplöstes 1997 har han varit soloartist, även om han ofta uppmärksammas för sina samarbeten med andra artister såsom sången Face à la mer med Passi och L'ombre et la lumière med Grand Corps Malade. Calogero är vänsterhänt och utnämndes i Frankrike till årets manliga artist 2004 och årets originallåt 2005 (skriven tillsammans med sin bror Gioacchino Maurici) vid Victoires de la musique.

## Diskografi
- Au milieu des autres (1999)
- Calogero (2002)
- 3 (2004)
- Live 1.0 (2005)
- Pomme C (2007)
- L'Embellie (2009)